# يوليا سافينا
يوليا سافينا (الروسية: Сафина, Юлия Васильевна) مواليد 1 يوليو 1950، هي لاعبة كرة يد روسية سابقة. شاركت في دورة الألعاب الأولمبية الصيفية سنة 1980.

## الميداليات
| الميدالية | المسابقة                            |
| --------- | ----------------------------------- |
| ذهبية     | الألعاب الأولمبية الصيفية 1980      |
| ذهبية     | بطولة العالم لكرة اليد للسيدات 1982 |

## روابط خارجية
- يوليا سافينا على موقع أوليمبيديا (الإنجليزية)